# Rugby Viadana 2002-2003
Nella stagione 2002-03 del Super 10 l'Arix Viadana esce in semifinale contro la Benetton, dopo aver chiuso le gare di andata e ritorno coi punteggi di 28-26 e 15-40.
Conquista però la Škodasuperb Cup, la seconda Coppa Italia, dove, dopo aver dominato il proprio girone battendo Rugby Roma e Parma, il Viadana supera Rovigo in semifinale per 30-21 e l'Amat. & Calvisano nella finale dello stadio Marco Tomaselli di Caltanissetta davanti a 3 750 spettatori col punteggio di 25-18, grazie alle mete di Steyn e De Bellis ed i piazzati del sudafricano.
Sfortunato l'esordio in Heineken Cup, che non porta nemmeno a una vittoria; punteggi pesanti quelli subiti, come il 28-80 casalingo contro Gloucester e lo 0-64 in trasferta contro Munster. Illusoria invece la sconfitta per 35-39 contro Perpignano all'ultima giornata di ritorno.

## Super 10 2002-03

### Stagione regolare
| Incontro                    | Andata | Ritorno |
| --------------------------- | ------ | ------- |
| Rugby Roma — Viadana        | 27-29  | 5-39    |
| Viadana — Parma             | 45-17  | 17-31   |
| Petrarca — Viadana          | 32-21  | 27-29   |
| Viadana — Silea             | 49-40  | 38-9    |
| L’Aquila — Viadana          | 39-32  | 15-45   |
| Viadana — Rovigo            | 37-28  | 30-24   |
| GRAN Parma — Viadana        | 22-19  | 8-26    |
| Viadana — Benetton          | 28-21  | 18-30   |
| Amat. & Calvisano — Viadana | 31-29  | 3-29    |

#### Risultati della stagione regolare
| Posizione | G  | V  | N | P | PF  | PS  | DP   | B  | Pt |
| --------- | -- | -- | - | - | --- | --- | ---- | -- | -- |
| 3ª        | 18 | 12 | 0 | 6 | 560 | 409 | +151 | 12 | 60 |

### Fase finale
| Turno | Incontro           | Andata | Ritorno |
| ----- | ------------------ | ------ | ------- |
| SF    | Viadana — Benetton | 28-26  | 15-40   |

## Coppa Italia 2002-03

### Prima fase

#### Girone C
| Incontro             | Risultato |
| -------------------- | --------- |
| Viadana — Rugby Roma | 45-29     |
| Parma — Viadana      | 19-47     |

#### Risultati del girone C
| Posizione | G | V | N | P | PF | PS | DP  | B | Pt |
| --------- | - | - | - | - | -- | -- | --- | - | -- |
| 1ª        | 2 | 2 | 0 | 0 | 92 | 48 | +44 | 2 | 10 |

### Fase finale
| Turno | Incontro                    | Risultato |
| ----- | --------------------------- | --------- |
| SF    | Viadana — Rovigo            | 30-21     |
| F     | Amat. & Calvisano — Viadana | 18-25     |

## Heineken Cup 2002-03

### Prima fase

#### Girone 2
| Incontro             | Andata | Ritorno |
| -------------------- | ------ | ------- |
| Perpignano — Viadana | 46-27  | 39-35   |
| Viadana — Gloucester | 28-80  | 16-64   |
| Munster — Viadana    | 64-0   | 55-22   |

#### Risultati del girone 2
| Posizione | G | V | N | P | PF  | PS  | DP   | Pt |
| --------- | - | - | - | - | --- | --- | ---- | -- |
| 4ª        | 6 | 0 | 0 | 6 | 128 | 348 | -220 | 0  |

## Verdetti
- Viadana vincitore della Coppa Italia 2002-2003.
- Viadana qualificato alla European Challenge Cup 2003-2004.